# Filature de Ronchamp
La filature de Ronchamp est une ancienne usine de tissage et de filage textile industriel située à Ronchamp en Haute-Saône dans l'est de la France. En activité de 1842 à 1981, elle change de propriétaire à plusieurs reprises. Elle est reconvertie dans la sous-traitance en construction automobile en 1992 puis devient propriété de Gestamp en 2005, qui déménage en 2010. Cinq ans plus tard les locaux désaffectés sont reconvertis en un complexe voué à une portée régionale regroupant une salle omnisports, une galerie d'exposition, des studios de répétition musicale, une halle publique et des locaux destinés à l'artisanat, notamment un fablab et une microbrasserie. Le site héberge le siège de la communauté de communes Rahin et Chérimont depuis 2010.

## Localisation
La filature est située 20 rue Paul Strauss, non loin du centre-ville de Ronchamp, dans l'est du département français de la Haute-Saône et au nord de la région Bourgogne-Franche-Comté. Elle est implantée dans la zone de croisement de la départementale 619 et de la départementale 4, au pied de la colline de Bourlémont.

## Histoire

### Tissage et filature
Pierre Charles Guillaume Fergusson-Tepper, ingénieur en mécanique de Bavilliers émet une demande pour la construction d'un tissage de coton en juin 1842 sur le site d'une ancienne fabrique. Deux arrêtés préfectoraux du 14 septembre 1842 et du 3 novembre 1856 réglementent son fonctionnement. Une machine à vapeur de 20 ch fabriquée à Mulhouse est installé en 1849 par la veuve Fergusson, elle actionne deux-cents métiers à tisser.
Une filature est construite entre 1867 et 1878. La société Fergusson-Tepper et Cie devient la société Boucher-Mura et Cie vers 1893. L'usine est agrandie à plusieurs reprises entre 1889 et 1903. Le bâtiment étagé est remplacé par des ateliers de plain-pied au début du XXe siècle. Une chaudière horizontale est installée en 1909. À la fin de la Première Guerre mondiale, la filature compte 14 600 broches à bobines.

La filature en activité au début du XXe siècle.
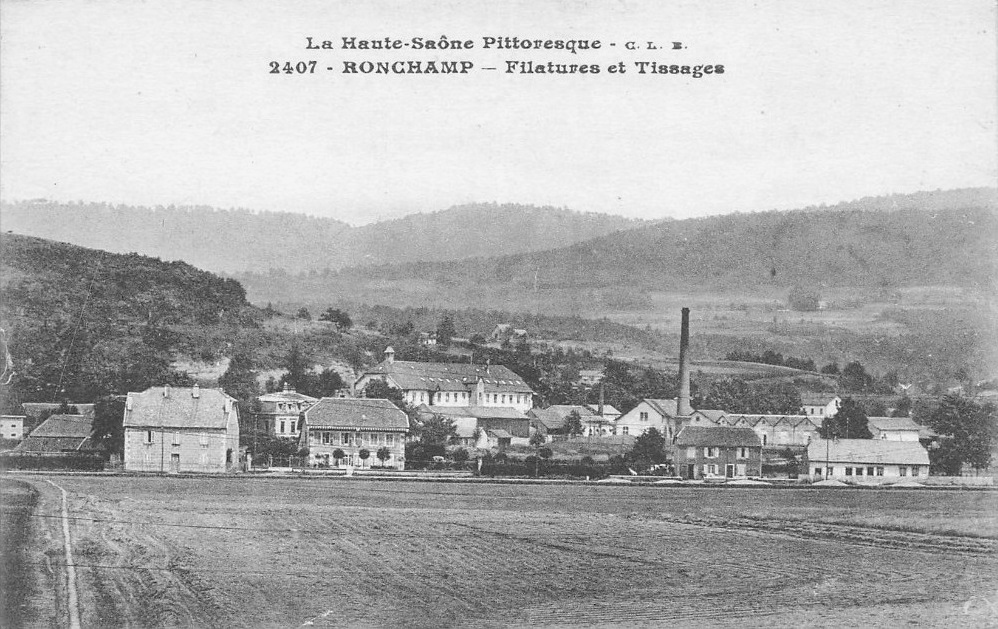
La filature, au pied des collines.
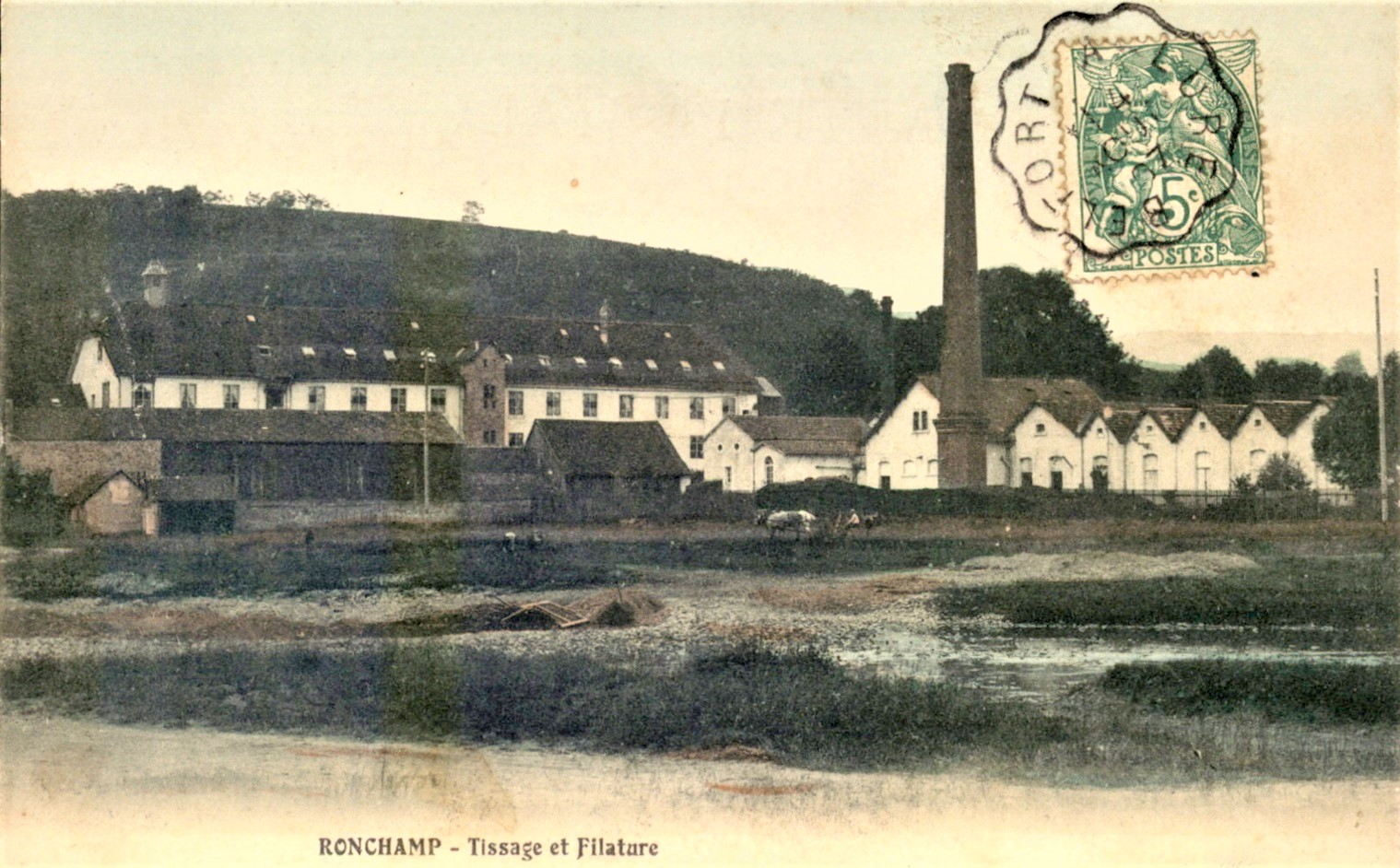
Vue générale.
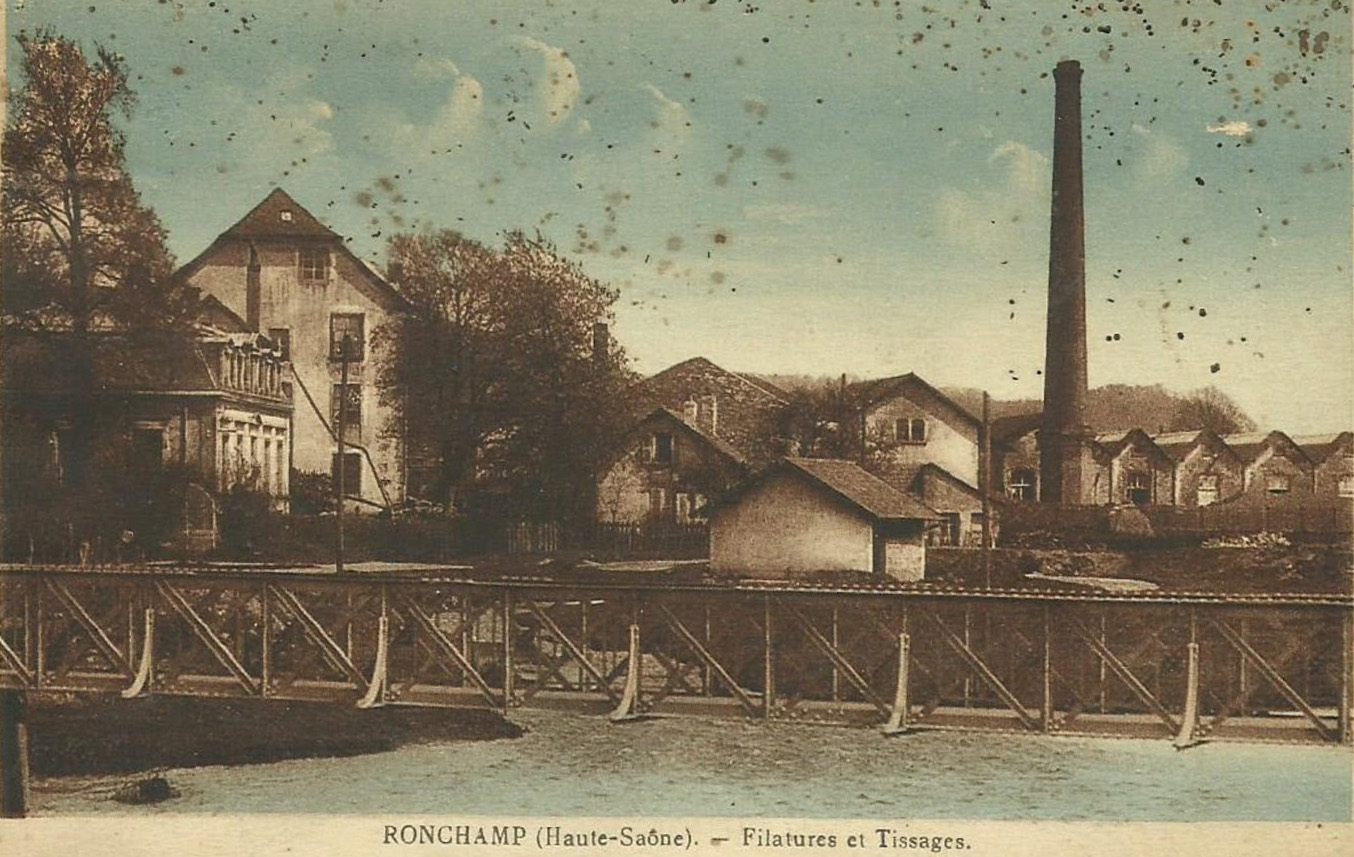
Vue rapprochée.

Le groupe Risler rachète la filature avant 1964 et produit 165 tonnes de fil, ensuite tissé à Saint-Germain. L'usine ferme en 1981.

Derniers vestiges de machinerie détruit après les travaux.
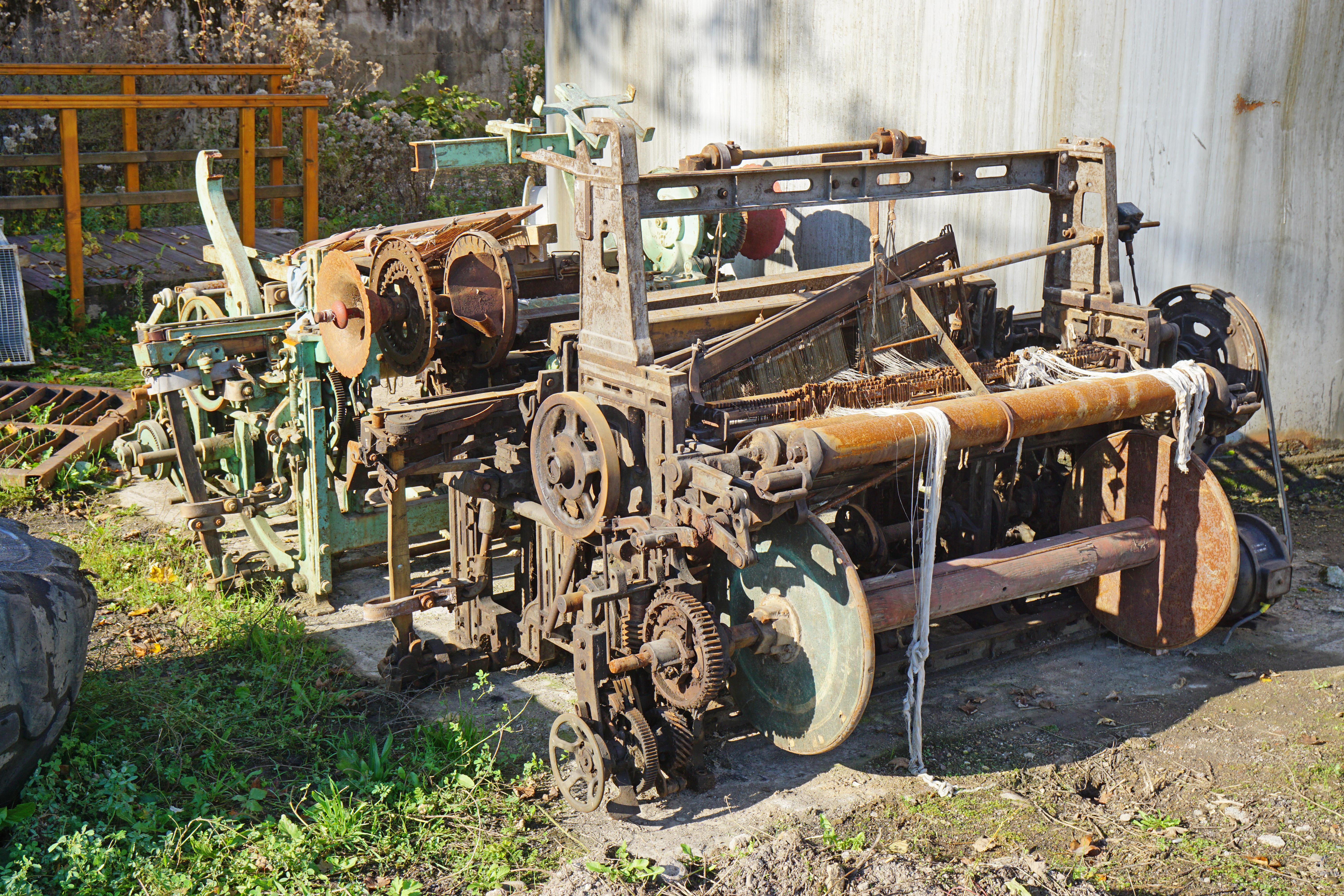
Ancien métier à tisser.
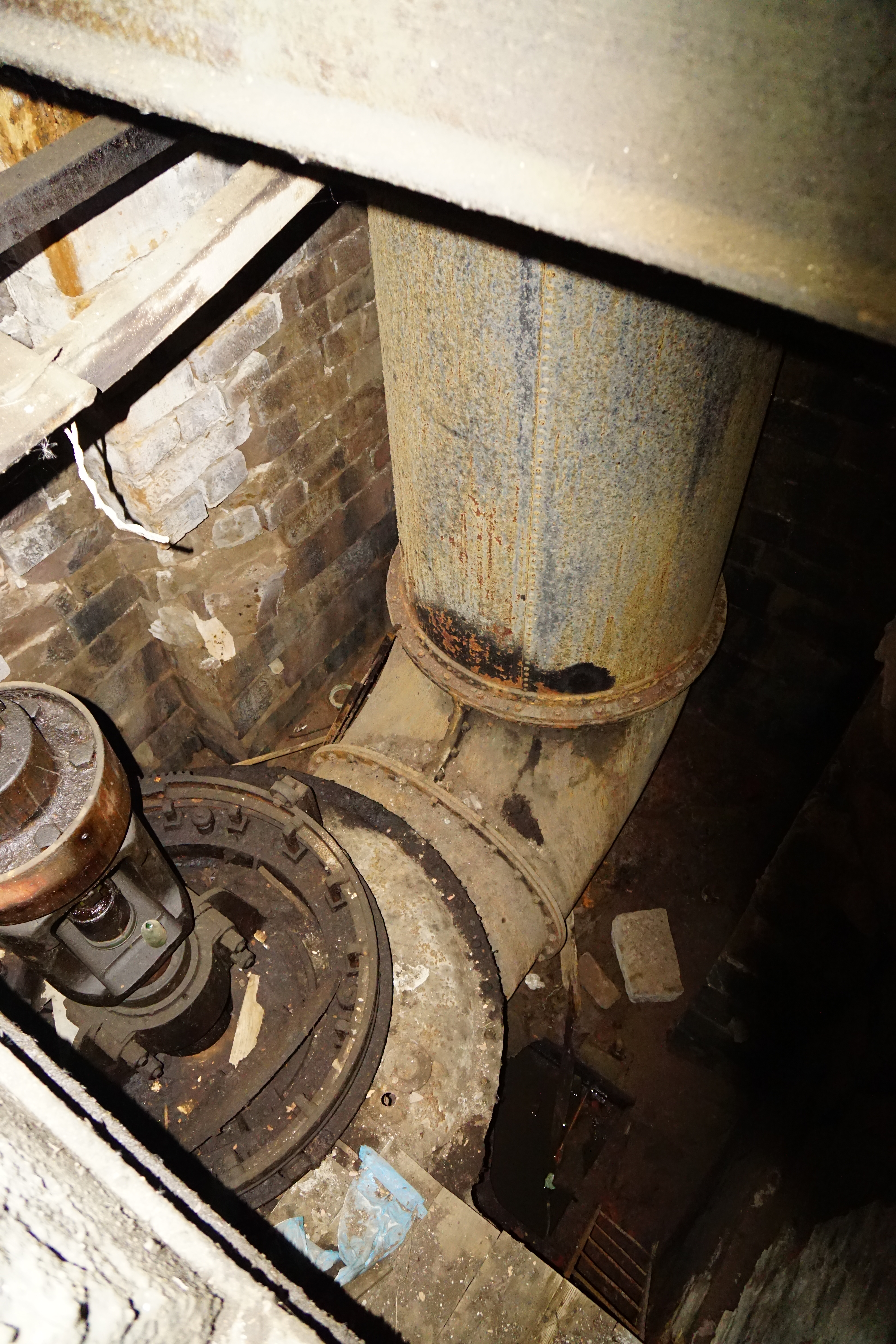
La turbine à eau.
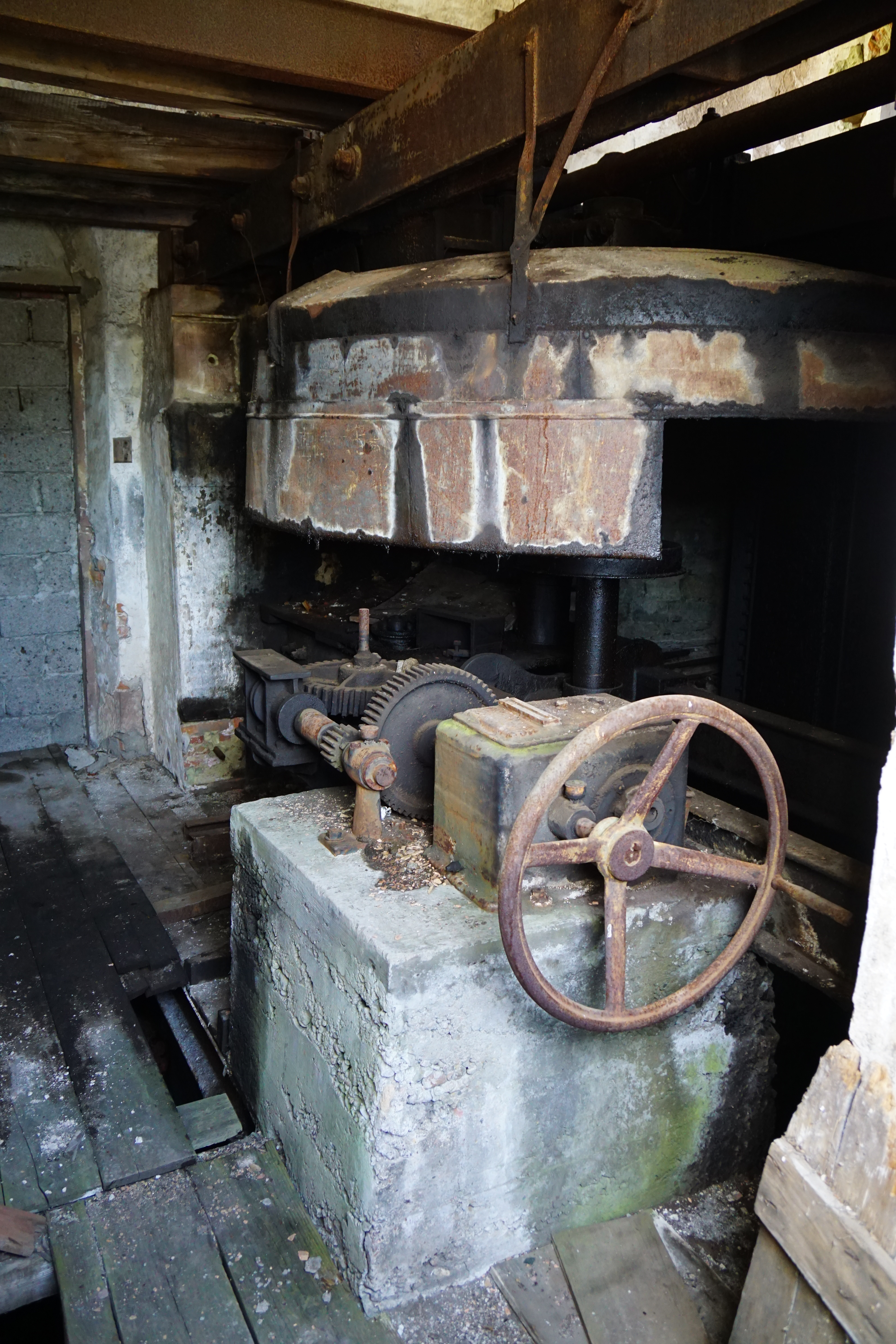
La partie supérieure.
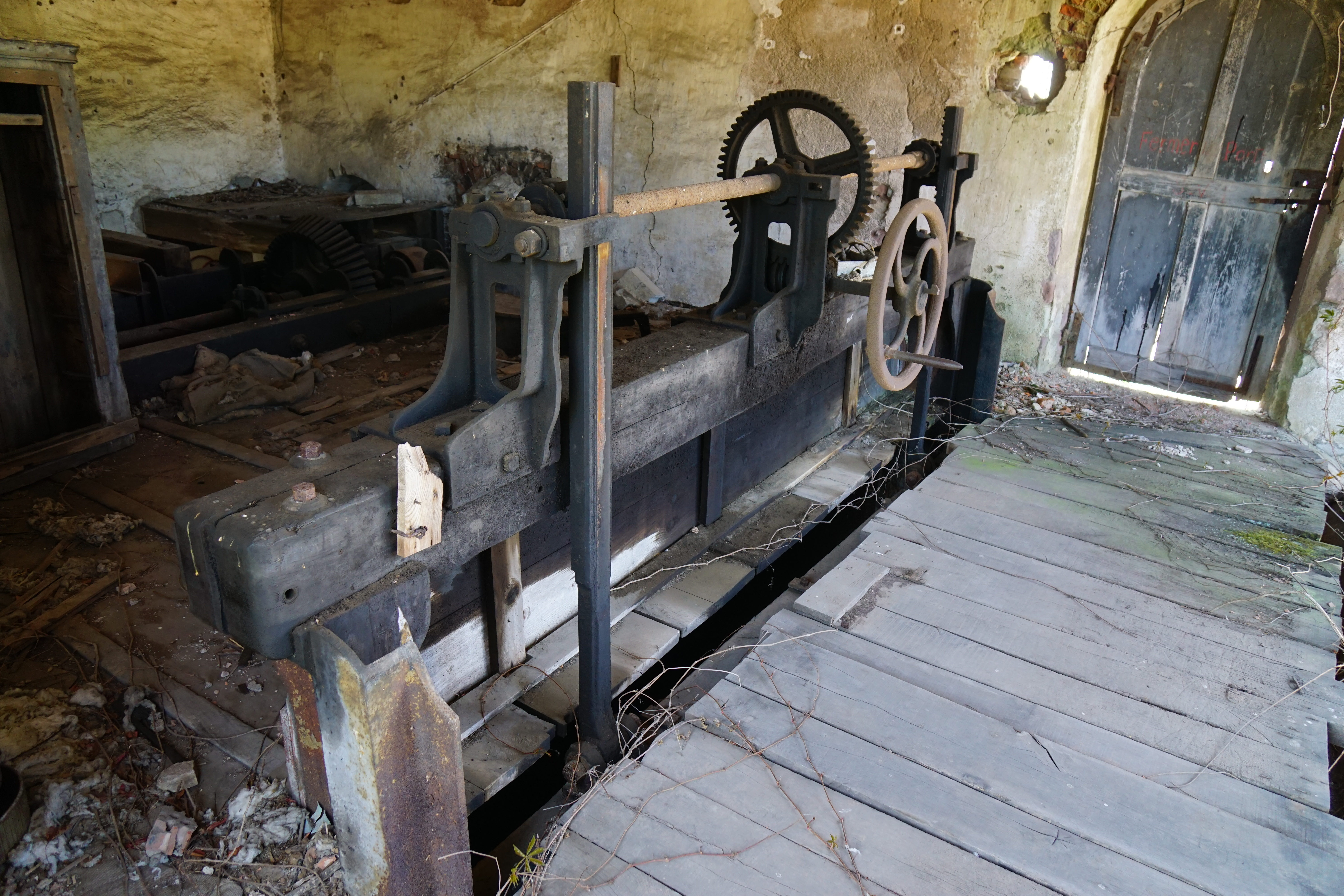
L'admition d'eau de la turbine.
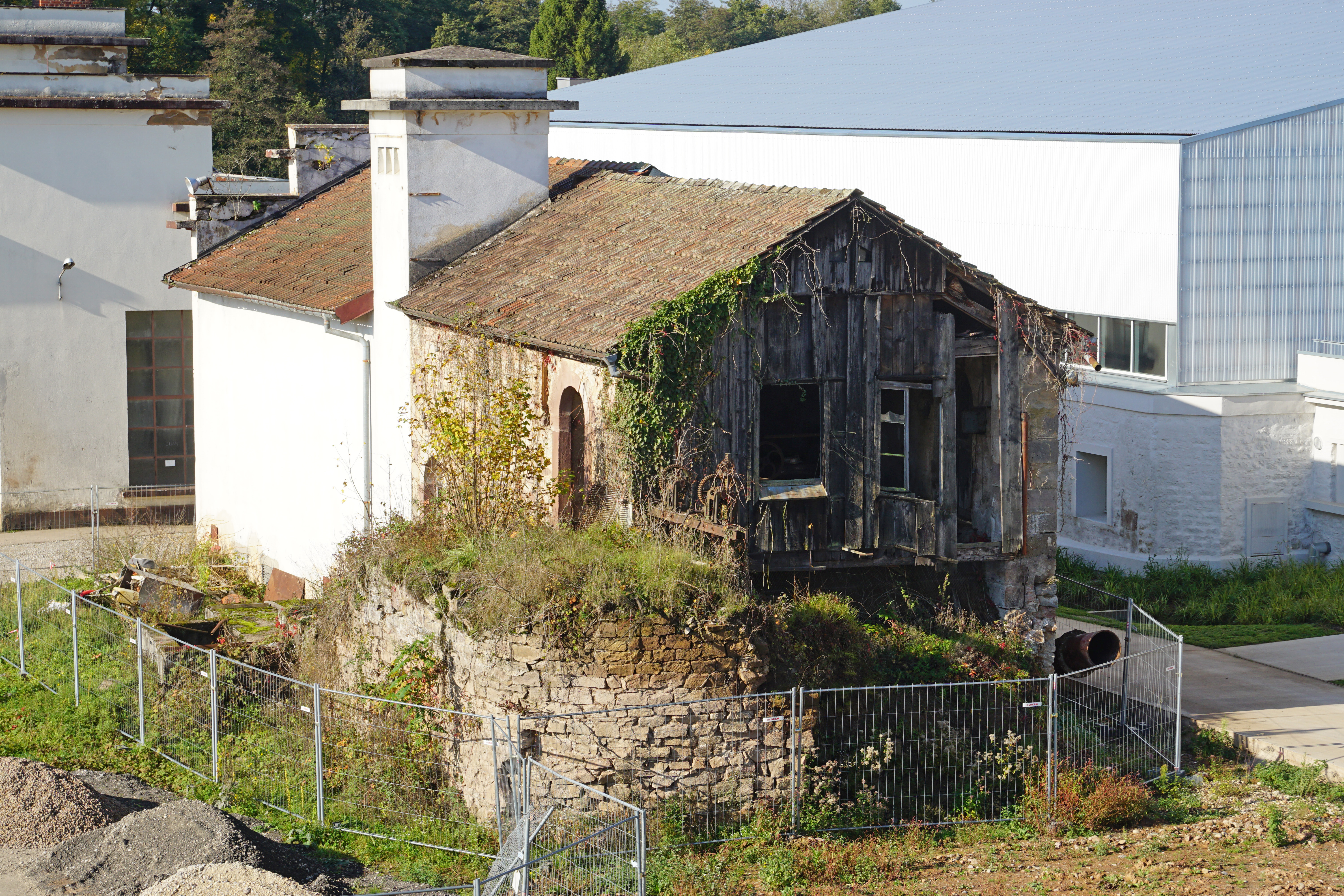
Vue extérieure du bâtiment de la turbine.

### Sous-traitance automobile
Le groupe Schlienger acquiert le site en 1992 et le reconvertit dans la sous-traitance automobile avec les phases de découpage, d'emboutissage et d'assemblage sous la raison sociale Setrafac (Société de Travail à Façon). Le site est racheté par la Somero-Gestamp en 2005, en même temps que l'ancienne usine MagLum voisine. L'usine ferme définitivement en 2010.

### Reconversion

Logo de l'écoparc.

La friche industrielle de douze hectares, dont 9 200 m2 couverts, est achetée par la Communauté de communes Rahin et Chérimont en 2010 pour 1,4 million d'euros, elle établit son siège dans la maison du directeur. Un projet de réhabilitation en centre destiné au sport, à la culture et à l'économie est développé par l'architecte Bruno Tonfoni (Atelier cité architecture) avec l'appui du Parc naturel régional des Ballons des Vosges. Le chantier de reconversion des ateliers débute en février 2015. Le coût de ces travaux s'élève à 5,6 millions d'euros (subventionné à 52 %),. En octobre 2015, les studios de musique portant le nom de Gilles Dirand sont inaugurés. La filature est inaugurée le 1er juillet 2017 alors que les travaux sont en cours d'achèvement,.

Les travaux en 2015.
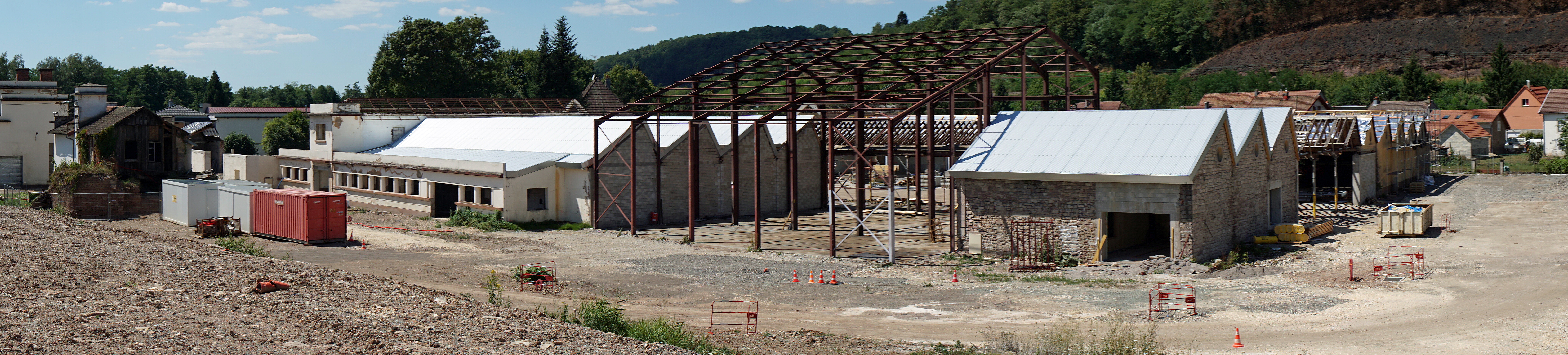

L'inauguration en 2017.
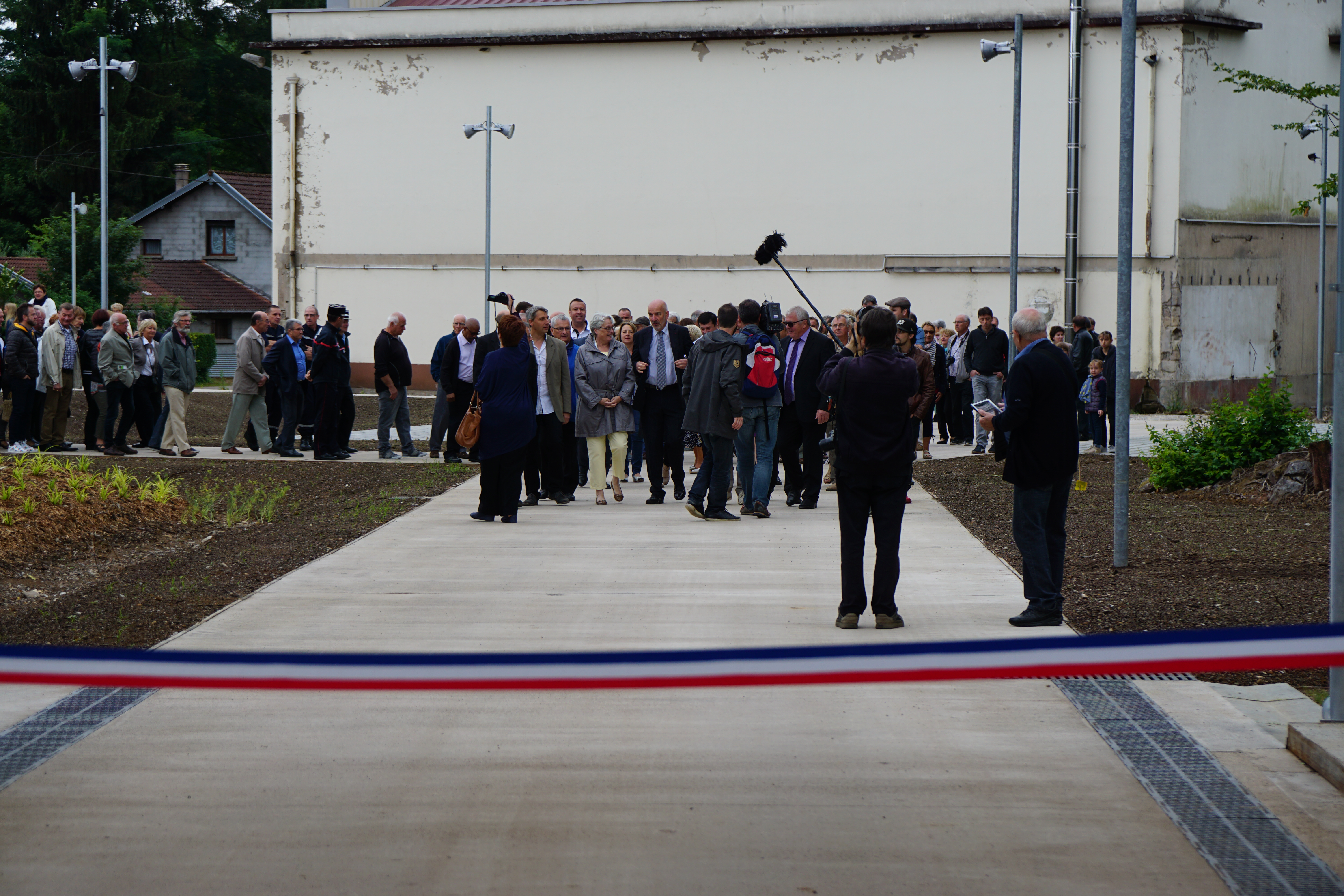
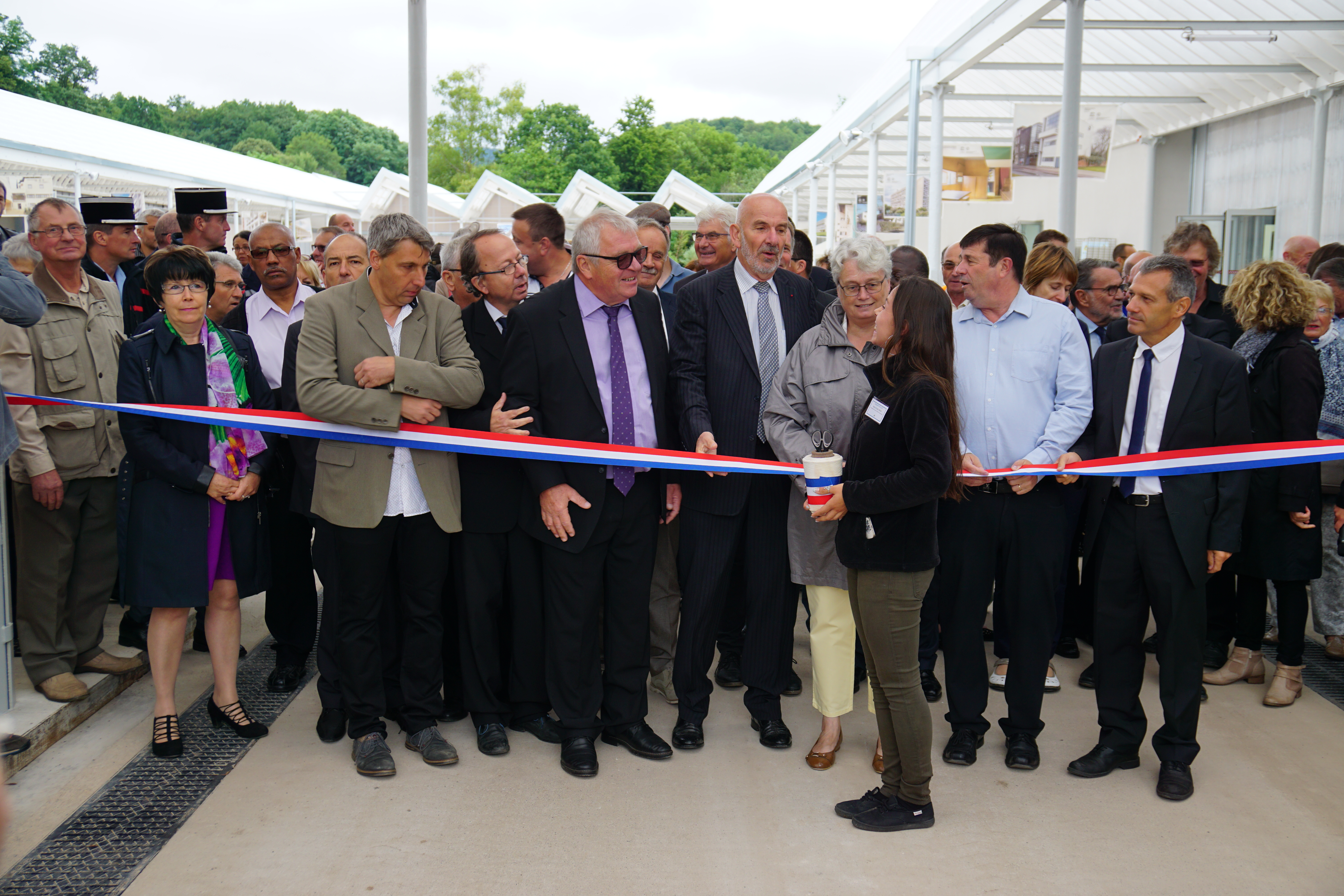
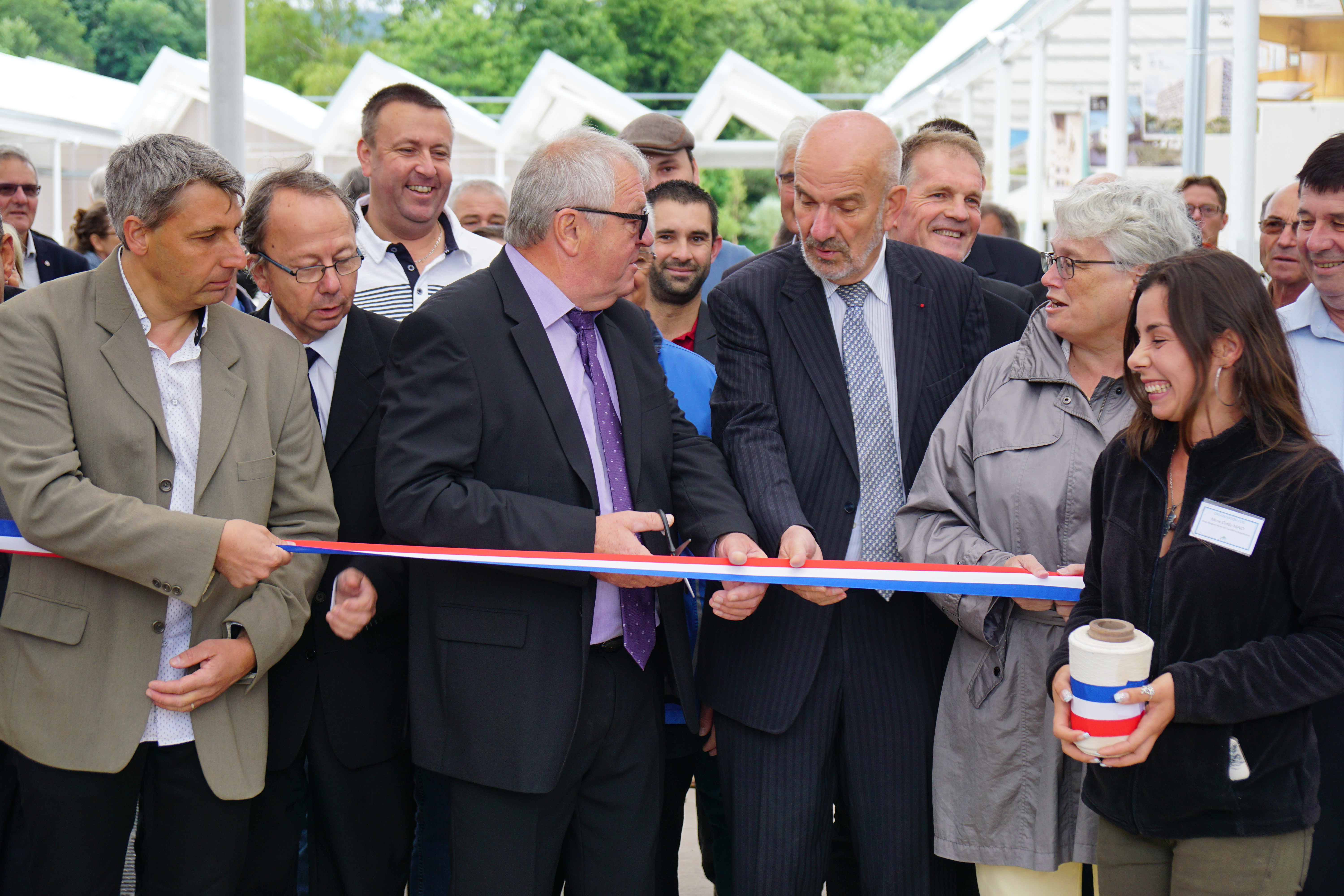

Le site accueille des studios de répétition de 150 m2, un gymnase omnisports de 1 700 m2 homologué pour accueillir des compétitions de niveau régional, une galerie d'exposition de 500 m2, une halle publique de 3 200 m2 et enfin, la cour des artisans de 1 800 m2 où des locaux seront disponibles à la location ou à la vente. Un espace est également destiné au coworking et à un fablab, sa livraison est prévue dans la seconde tranche de travaux. Cette phase comprend également la création d'une microbrasserie-restaurant, d'une crèche et d'une halte pour vélos.
La microbrasserie « Le Franc Brasseur » ouvre en mai 2019 et produit une bière artisanale locale : la « Dormoyse ».
Ce complexe se trouve au centre d'un écoparc qui accueillera également un écoquartier pavillonnaire et qui sera traversé par une voie verte destinée à établir une liaison entre l'EuroVelo 6 et la véloroute du Téméraire mais aussi à favoriser le cyclisme à la Planche des Belles Filles, mise en valeur par le Tour de France en 2012 puis en 2014. Une chaufferie « bois énergie » alimente l'écoparc.

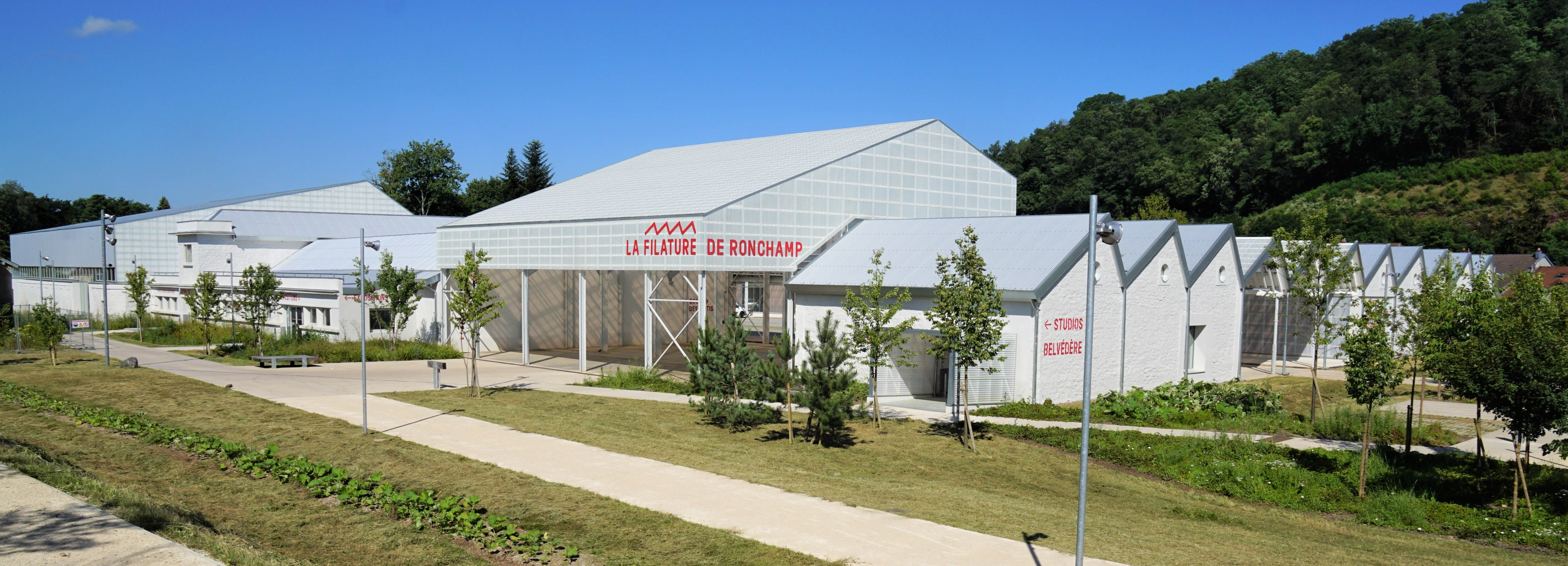
Les ateliers rénovés et reconvertis.
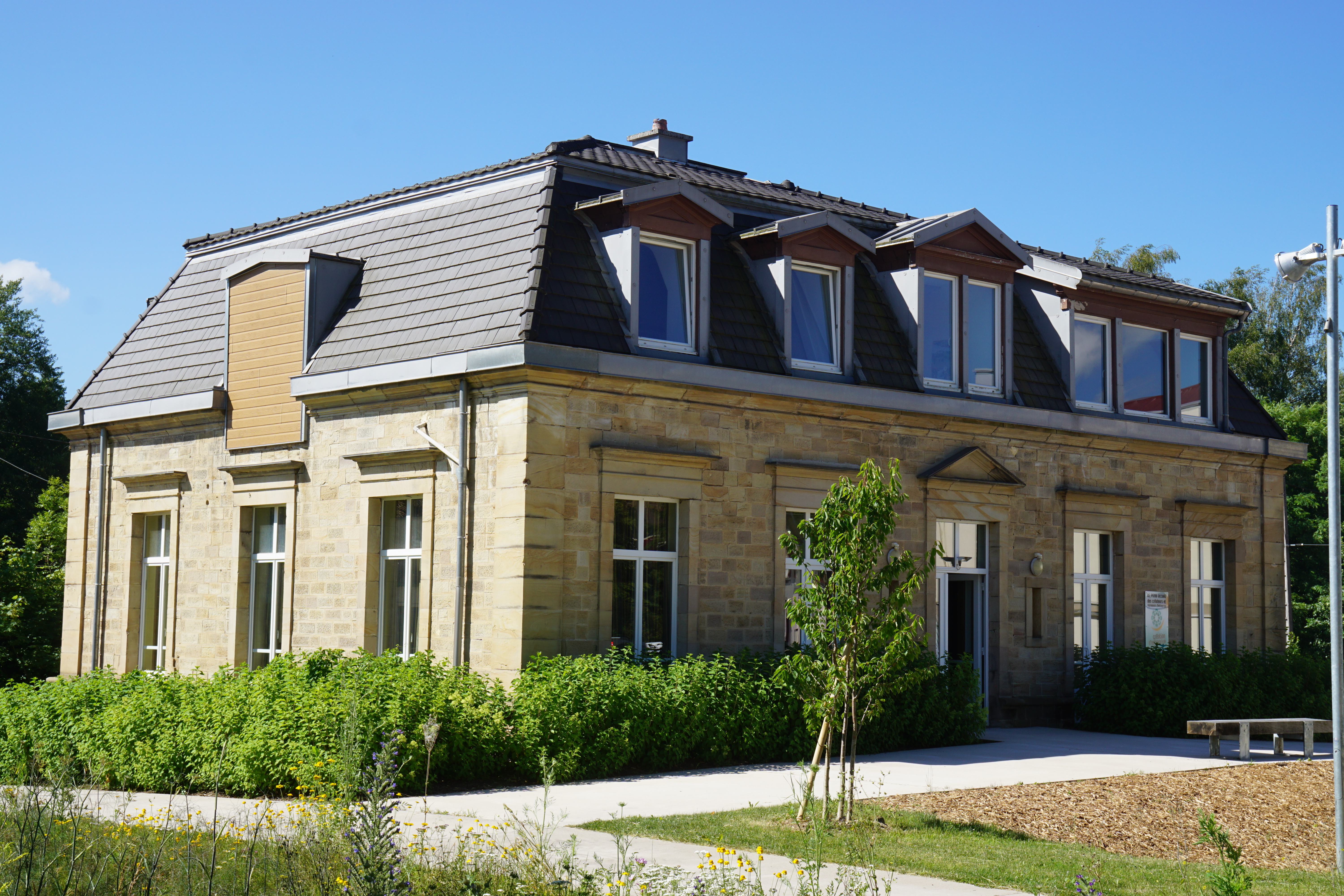
L'ancienne maison du directeur.
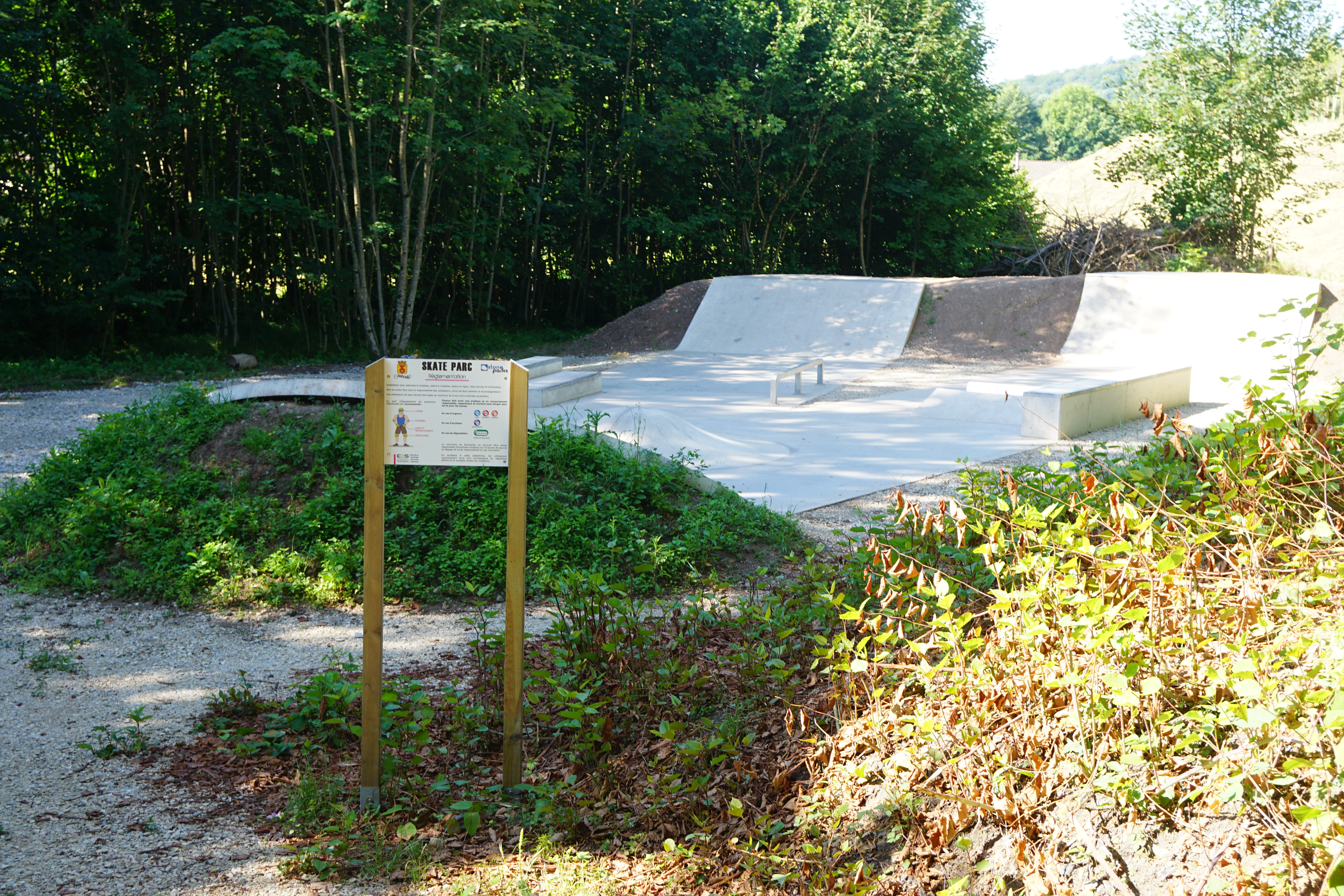
Le skatepark.
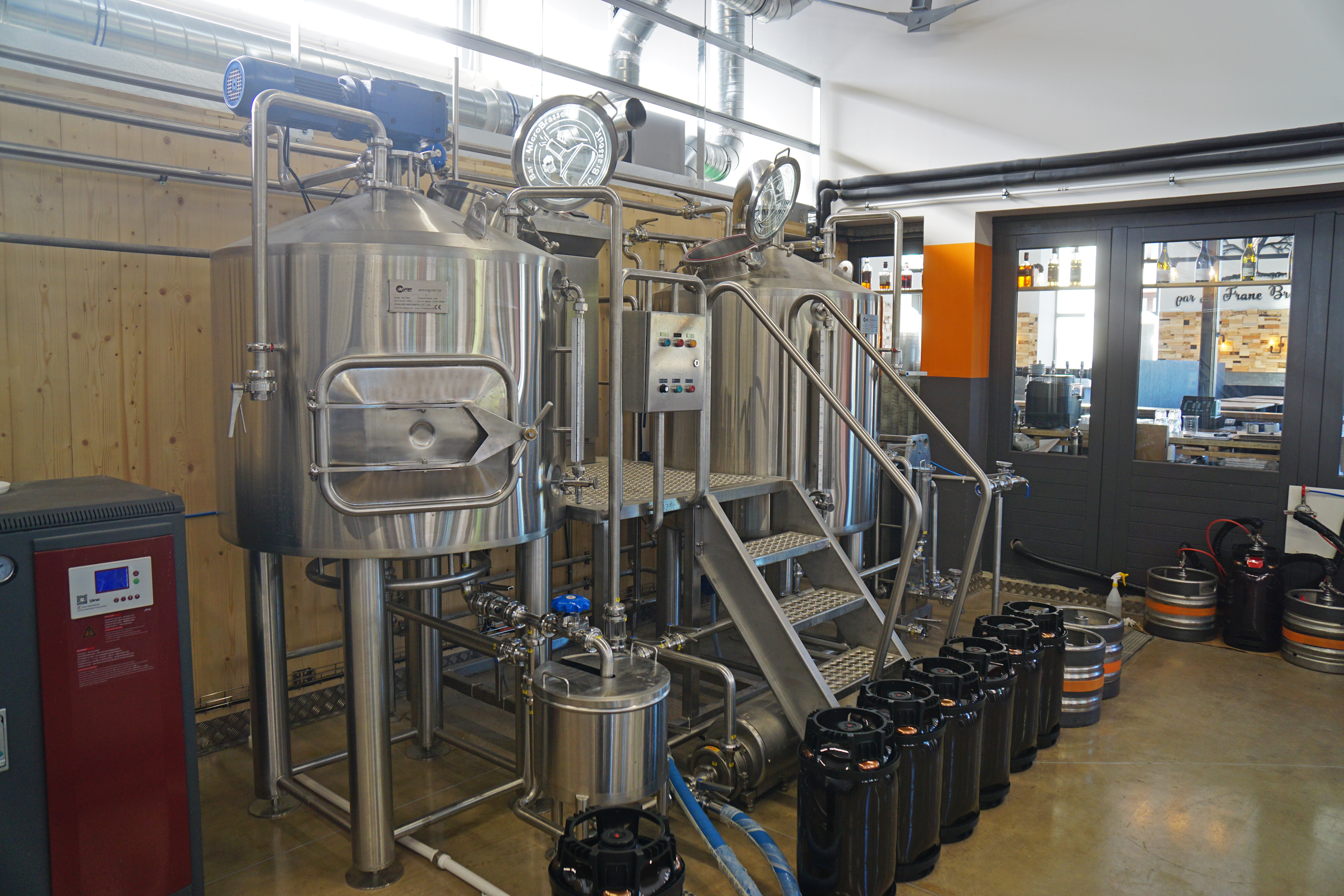
Les cuves de la microbrasserie.

### Récompenses
- En décembre 2016, le projet de réhabilitation reçoit le prix national pour la qualité environnementale[12].
- En octobre 2017, le prix du projet citoyen est attribué à quatre lauréats parmi lesquels figure le site de la filature[13].
- En 2021, la CCRC Rahin et Chérimont et l'Atelier Cité Architecture sont lauréat du prix « Ville productive » des « défis urbain » pour la « transformation d’une ancienne filature en lieu de services aux entreprises et à la personne. »[14].

## Architecture
Les ateliers construits au début du XXe siècle reprennent l'architecture des sheds. Les murs sont composés de moellons de grès enduits et la toiture est couverte de tuiles mécaniques. La maison du directeur est construite en pierre de taille. Elle est composée d'un étage de soubassement, d'un étage de comble et d'un toit à longs pans brisés et croupes. Le logement des ouvriers est constitué de moellons enduits, il est formé d'un étage carré, d'un étage de comble et d'un toit à longs pans à demi-croupes. Ce patrimoine industriel est inscrit le 11 mars 2010 à l'inventaire général du patrimoine culturel.

## Évènements
Le site de la filature est utilisé par la commune et l'intercommunalité pour organiser des évènements tel que la foire à la patate qui est un évènement d'automne important à Ronchamp. En 2022, la filature devient pour la première fois le village de la cyclosportive des Trois Ballons qui se termine par l'ascension de la Planche des Belles Filles également située sur le territoire de la communauté de communes Rahin et Chérimont.

Les 3 ballons 2022.
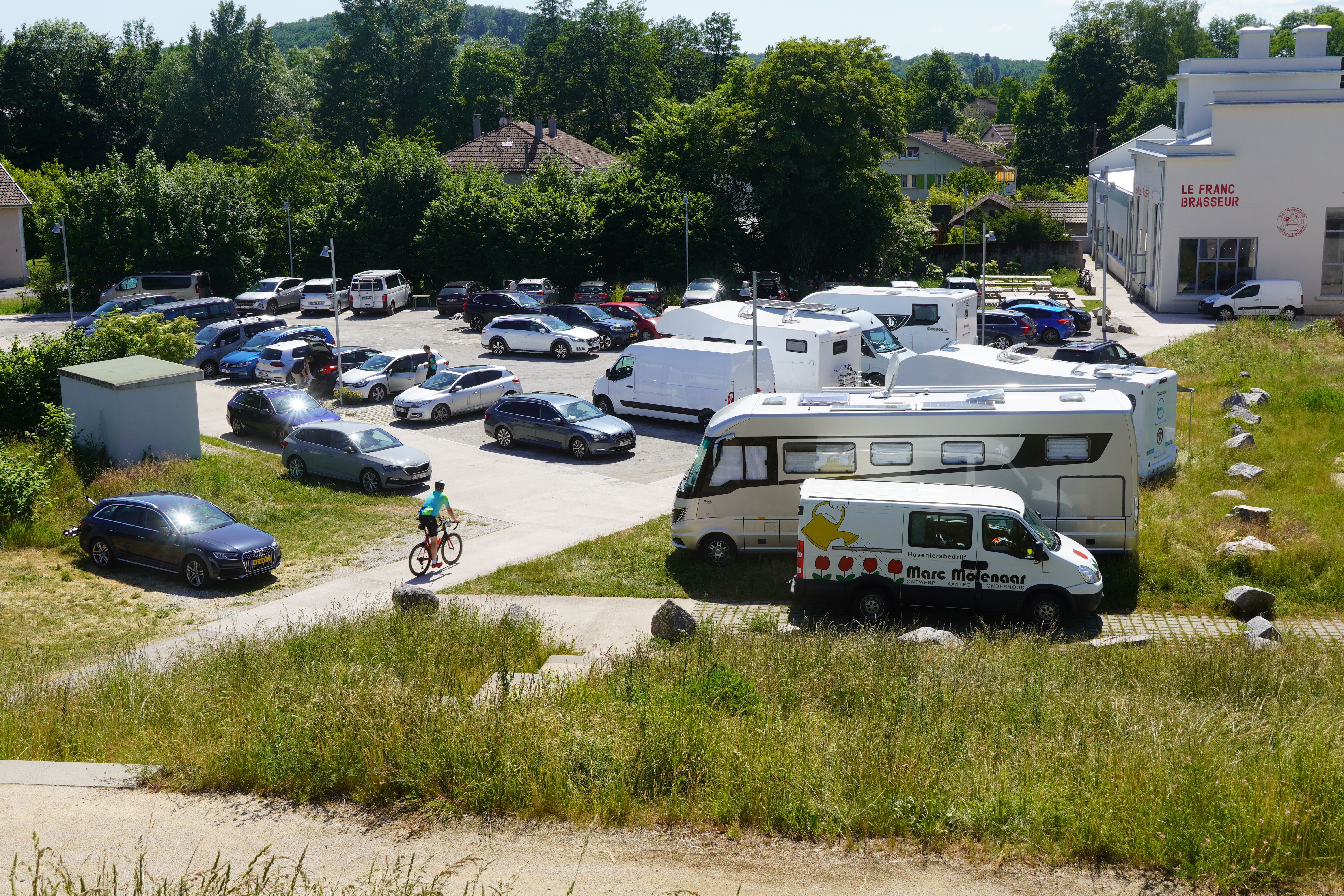
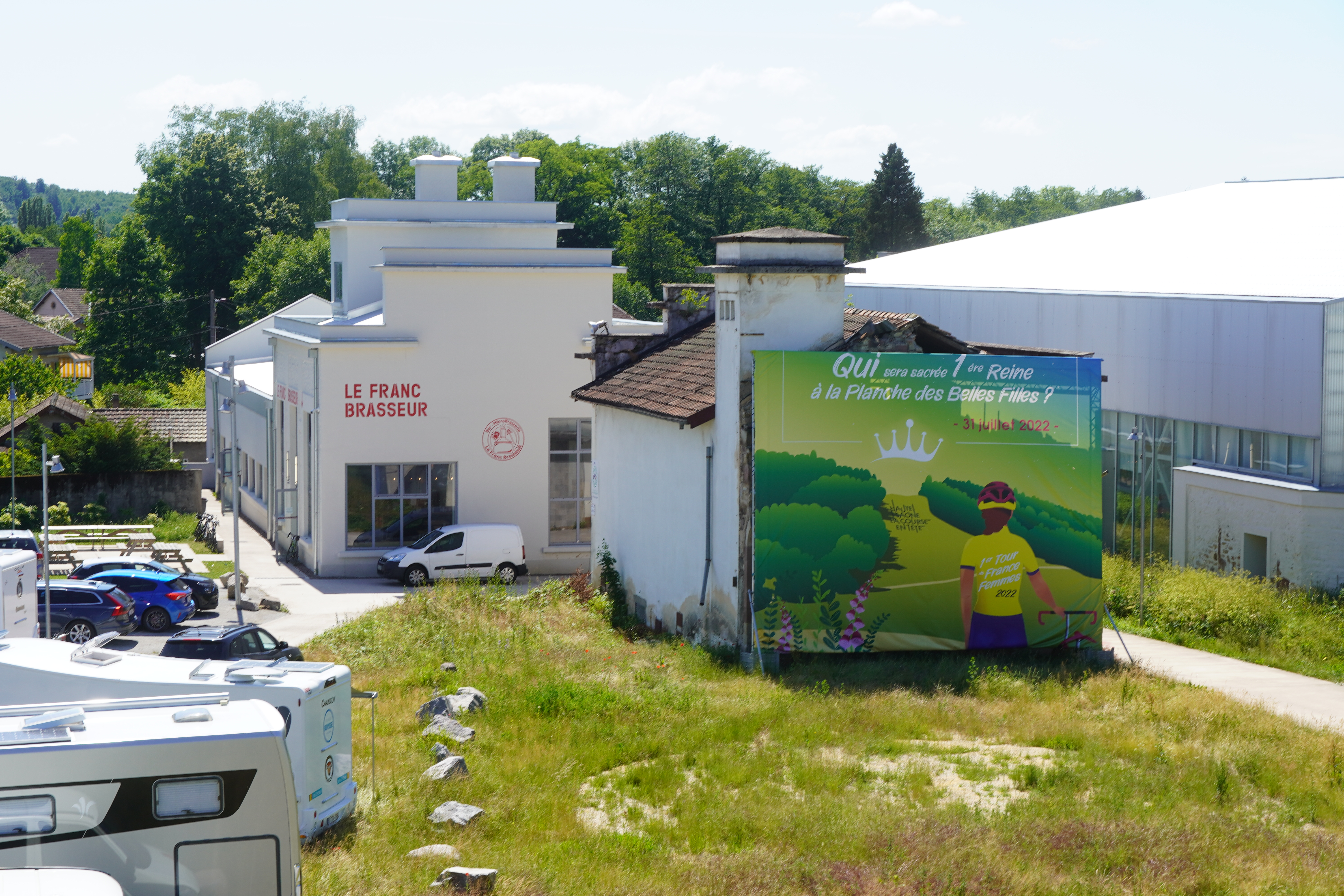